# پاوهونری
پاوهونری (به لاتین: Pauhunri) یک کوه در چین است که در سیکیم واقع شده‌است. پاوهونری ۷٬۱۲۸ متر بالاتر از سطح دریا واقع شده‌است.